# Neigembos
Het Neigembos is een 72ha groot natuur- en bosgebied in Meerbeke (Ninove) dat Europees beschermd is als onderdeel van Natura 2000-habitatrichtlijngebied 'Bossen van de Vlaamse Ardennen en andere Zuid-Vlaamse bossen'. Het is, net zoals het Zoniënwoud, een restant van het oude Kolenwoud, net zoals het vlakbij gelegen Berchembos. Het bos beslaat een hoogteverschil van 20 tot 90m boven de zeespiegel op de grens tussen de Vlaamse Ardennen en het Pajottenland. Het grootste deel van het Neigembos is bosreservaat.
Het bos werd beschermd als landschap: een eerste deel in 1974, een tweede deel in 1981 Het beschermd gebied strekt zich uit over Meerbeke en Neigem (beide gemeente Ninove) en Gooik (gemeente Pajottegem).

## Flora
Het Neigembos heeft een bomenbestand van voornamelijk beuken en in mindere mate eik en es. Op de zuurdere bodems groeit adelaarsvaren, meiklokje, dalkruid. Op de lemige bodems groeit in het voorjaar wilde hyacint, daslook, bosanemoon en gele dovenetel. In het westelijke deel van het bos (Vriezenbos) groeit zwarte els, es, dotterbloem, reuzenpaardenstaart, bittere veldkers, paarbladig goudveil, verspreidbladig goudveil. 

## Fauna
In het bos leven onder andere buizerd, ijsvogel, kleine bonte specht, ree, glanskop, boomklever, gewone grootoorvleermuis, bruine kikker, hazelworm, gewone pad, oranjetipje, bont zandoogje, citroenvlinder.

## Paddenstoelen
Het Neigembos is daarnaast een hotspot voor paddenstoelen, er zijn al meer dan 500 soorten gevonden. Waaronder; kroontjesknotszwam, netstelige heksenboleet, wortelende boleet, hyacinthborstelknopje, toltrilzwam, roestbruin vloksteeltje, trechterwasplaat, ivoorzwam, grote kleefparasol, stekelige stuifzwam, prachtmycena, lilabruine schorsmycena, en nog vele andere zeldzame en niet zeldzame soorten    

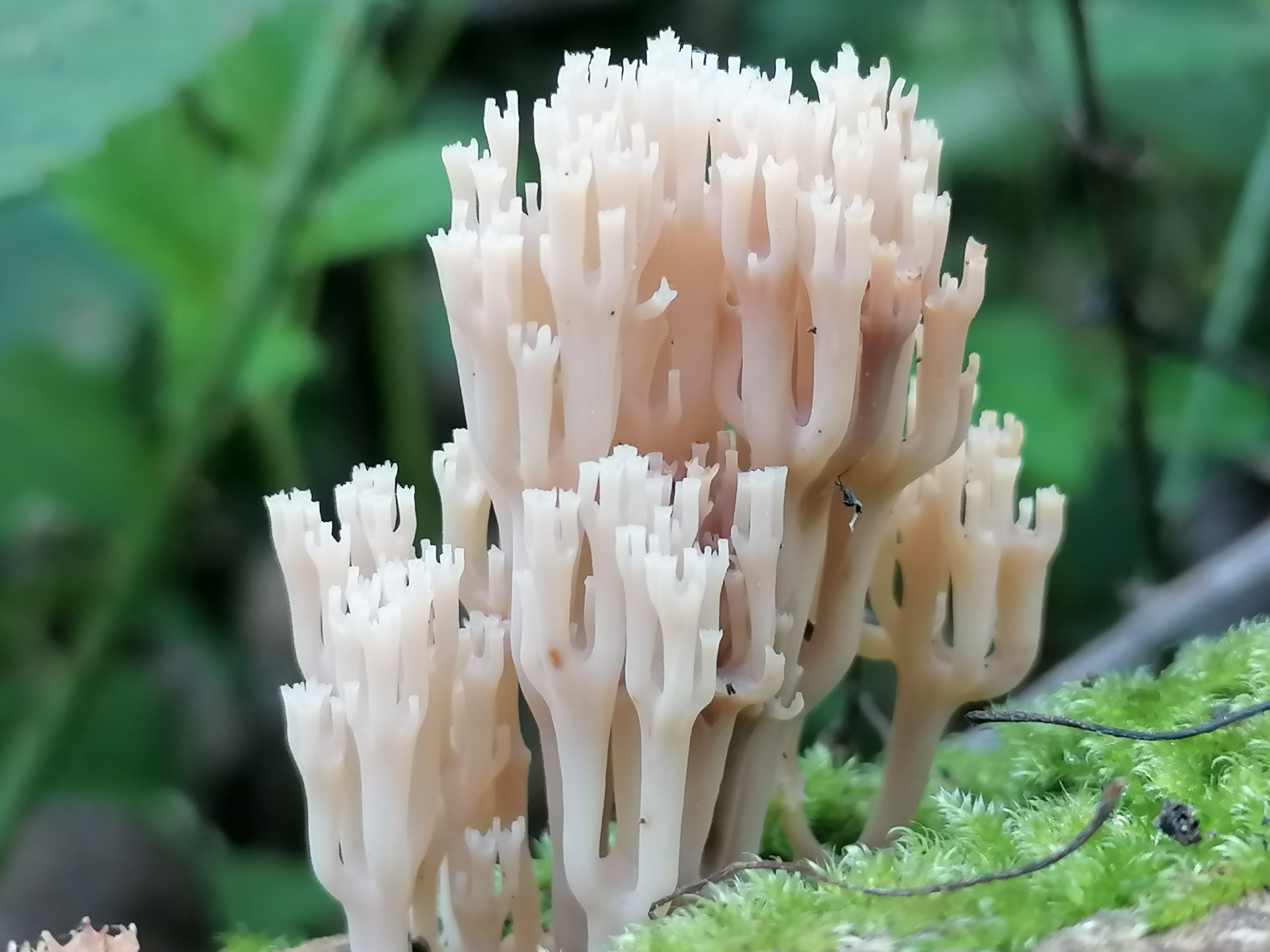
Kroontjesknotszwam (Artomyces pyxidatus)
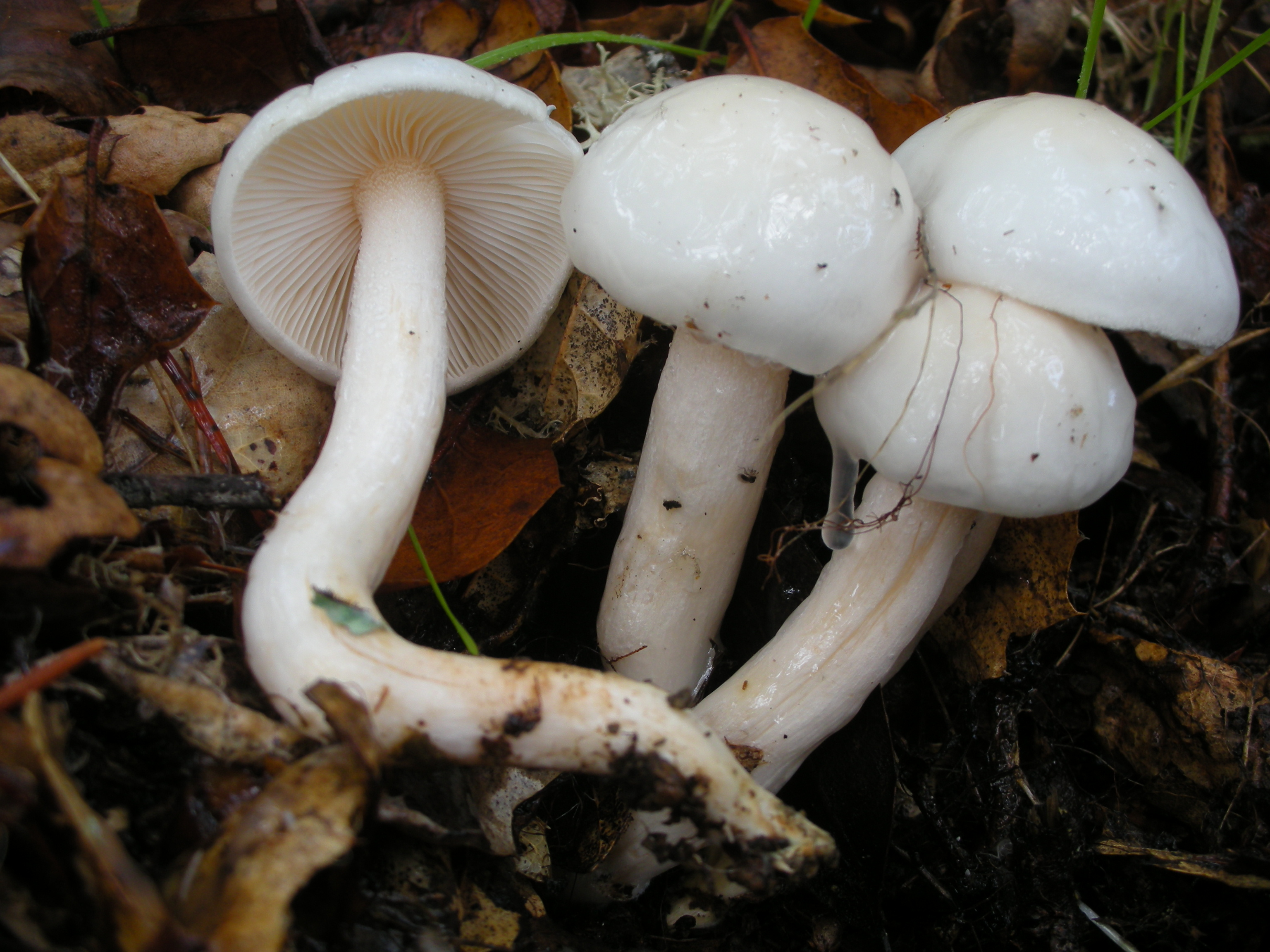
Ivoorzwam (Hygrophorus eburneus)
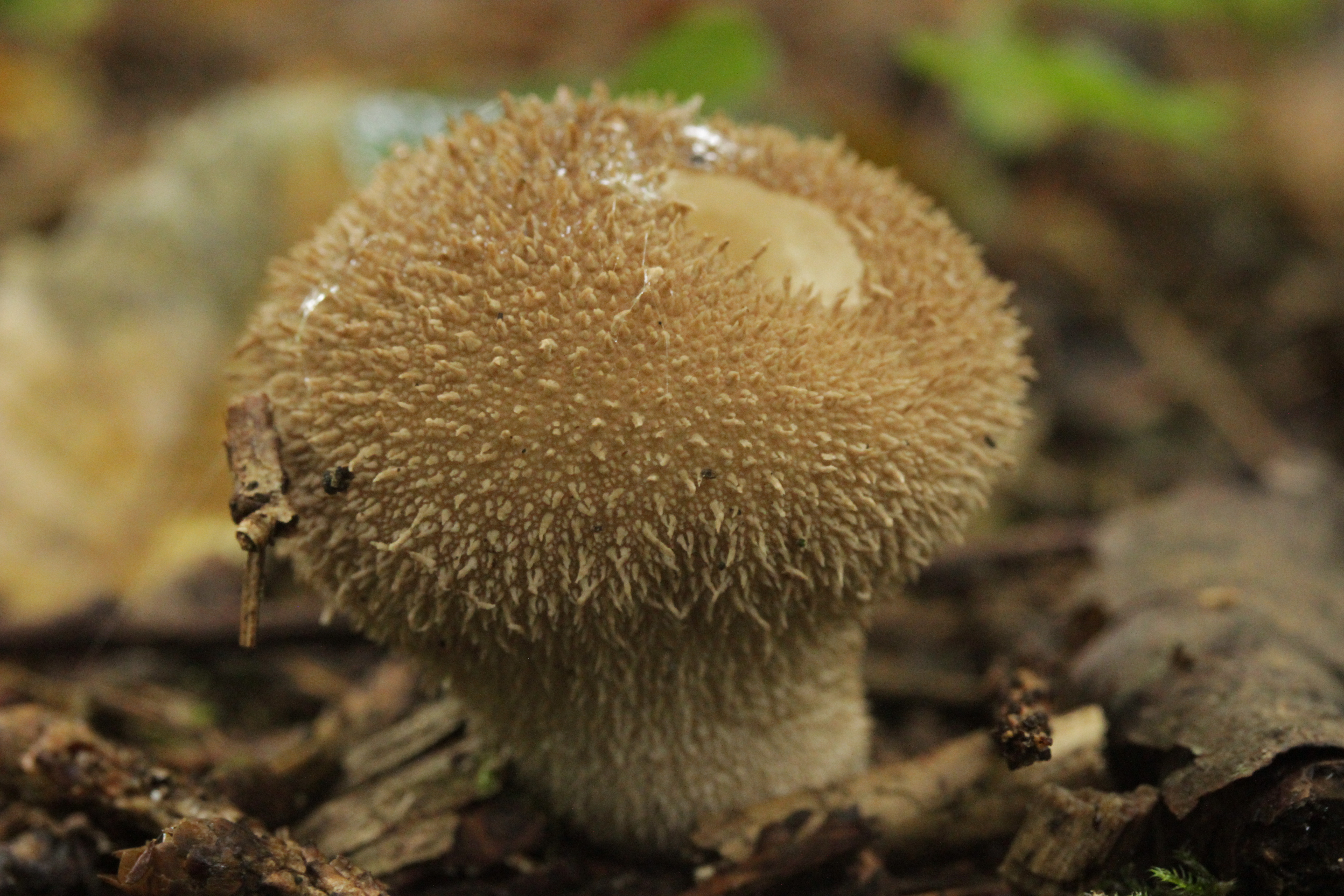
Stekelige stuifzwam (Lycoperdon echinatum)
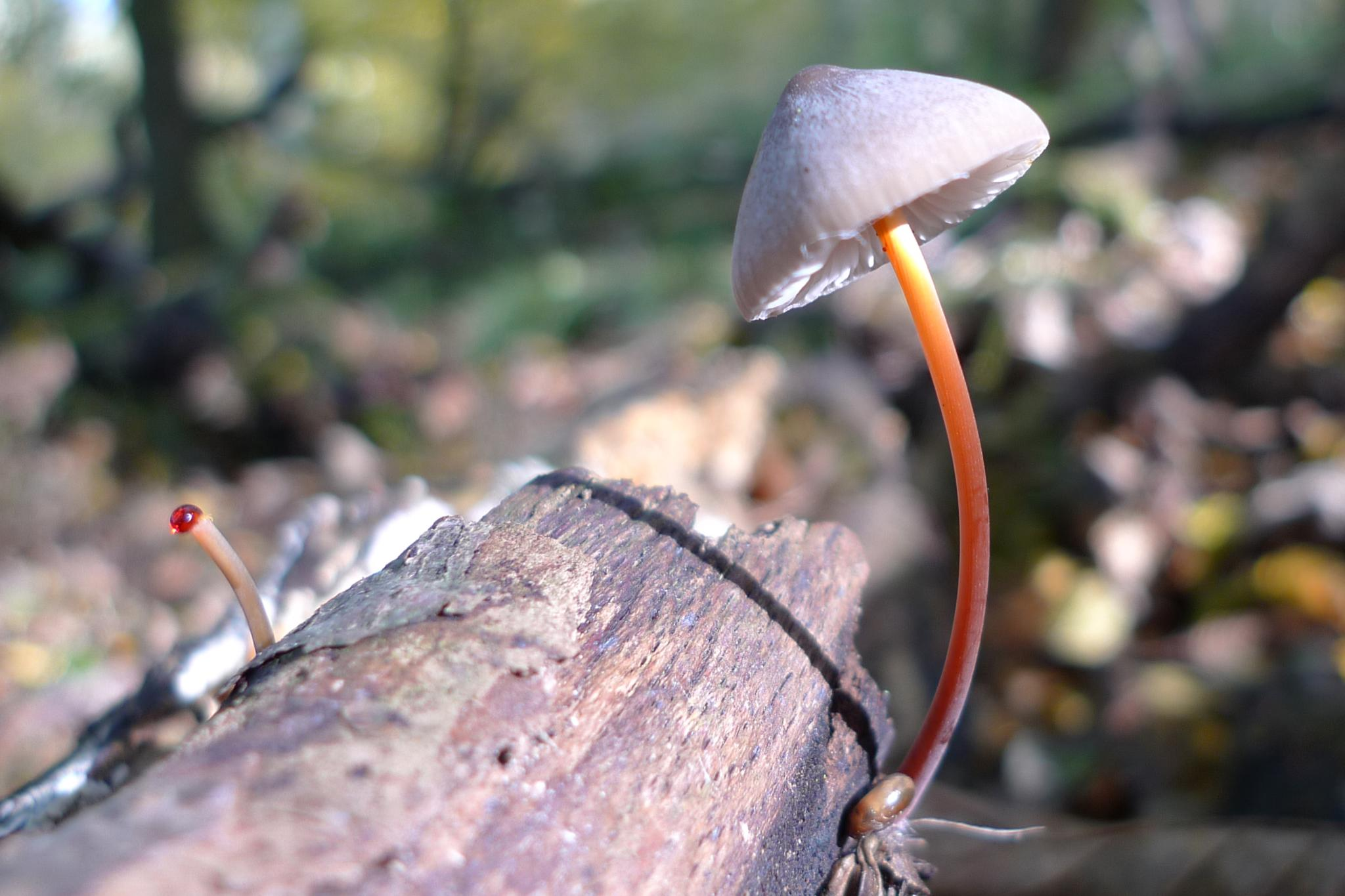
Prachtmycena (Mycena crocata)

## Groebe
In het Neigembos komen 4 erosiegeulen voor. De erosiegeulen zijn ontstaan doordat het klimaat 12000 jaar geleden opwarmde. Hierdoor kwam er veel smeltwater vrij, die in de steile helingen erosiegeulen schuurde. Een andere naam voor groebe is smeltdal. Vroeger werden de erosiegeulen gebruikt als voetweg. In een van de groebes is er een 220 meter lang knuppelpad aangelegd, om een hoogteverschil van 24 meter te overbruggen.
Nu vormen de erosiegeulen unieke biotopen, met zeldzame planten.

## Afbeeldingen

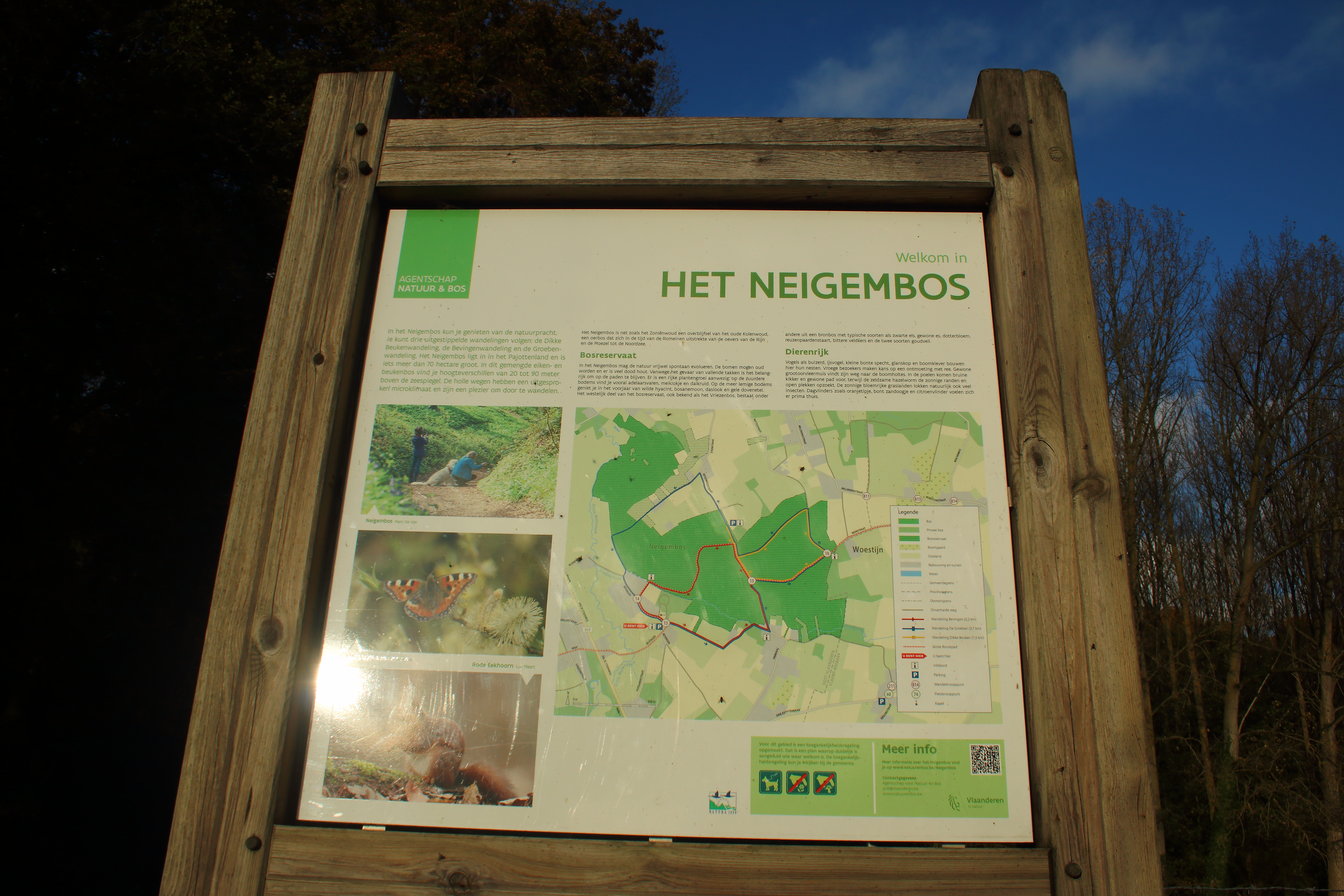
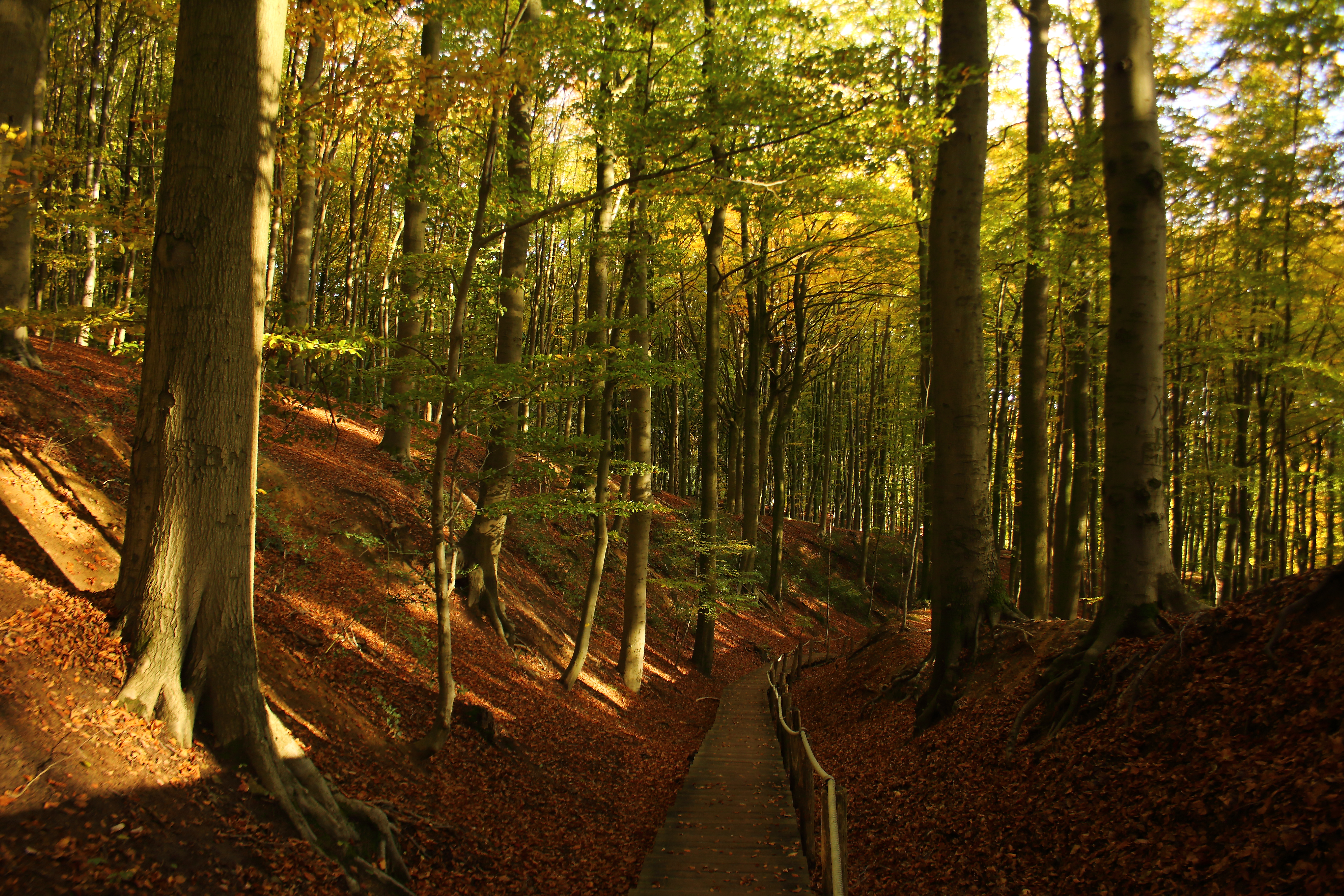
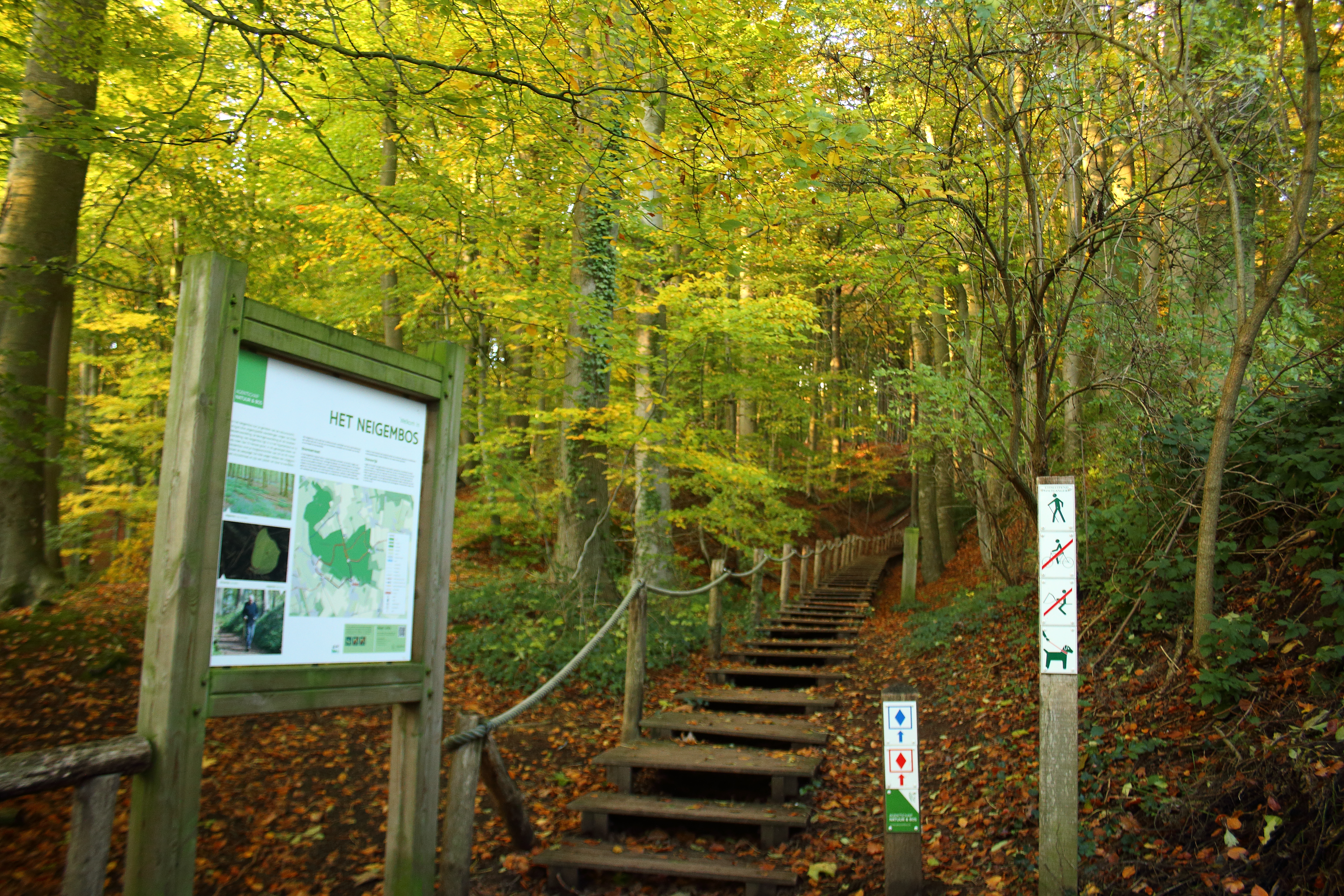
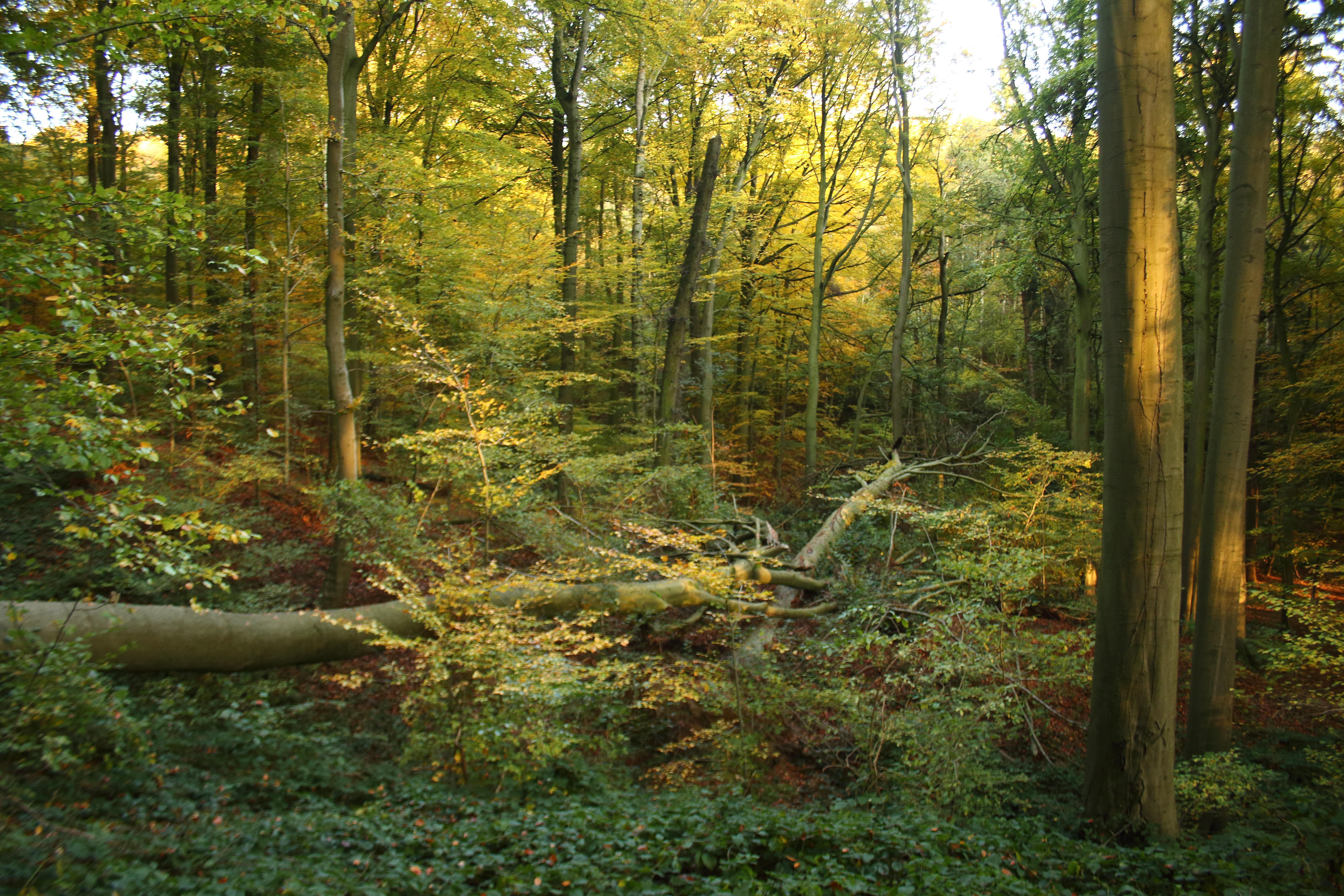
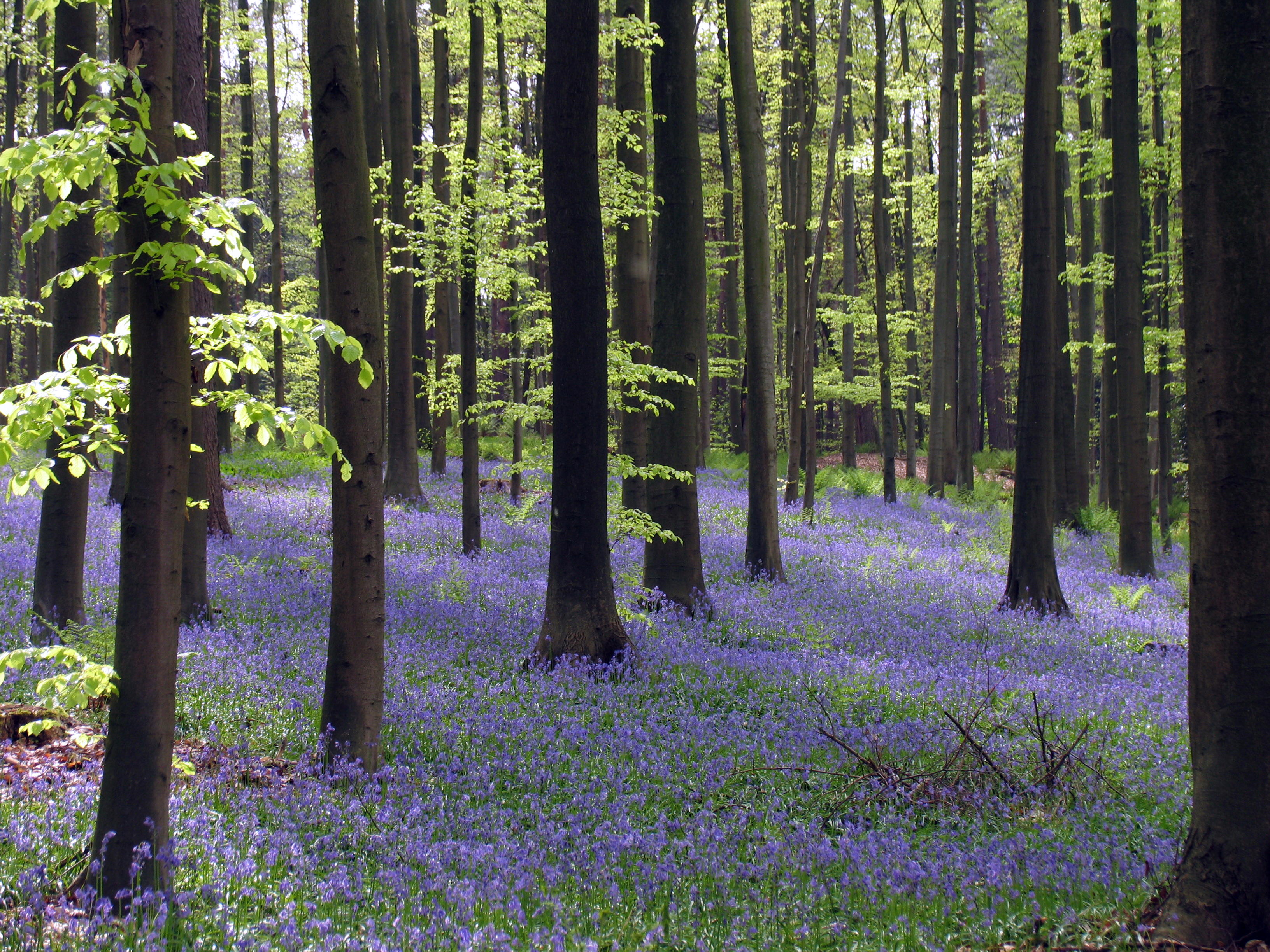
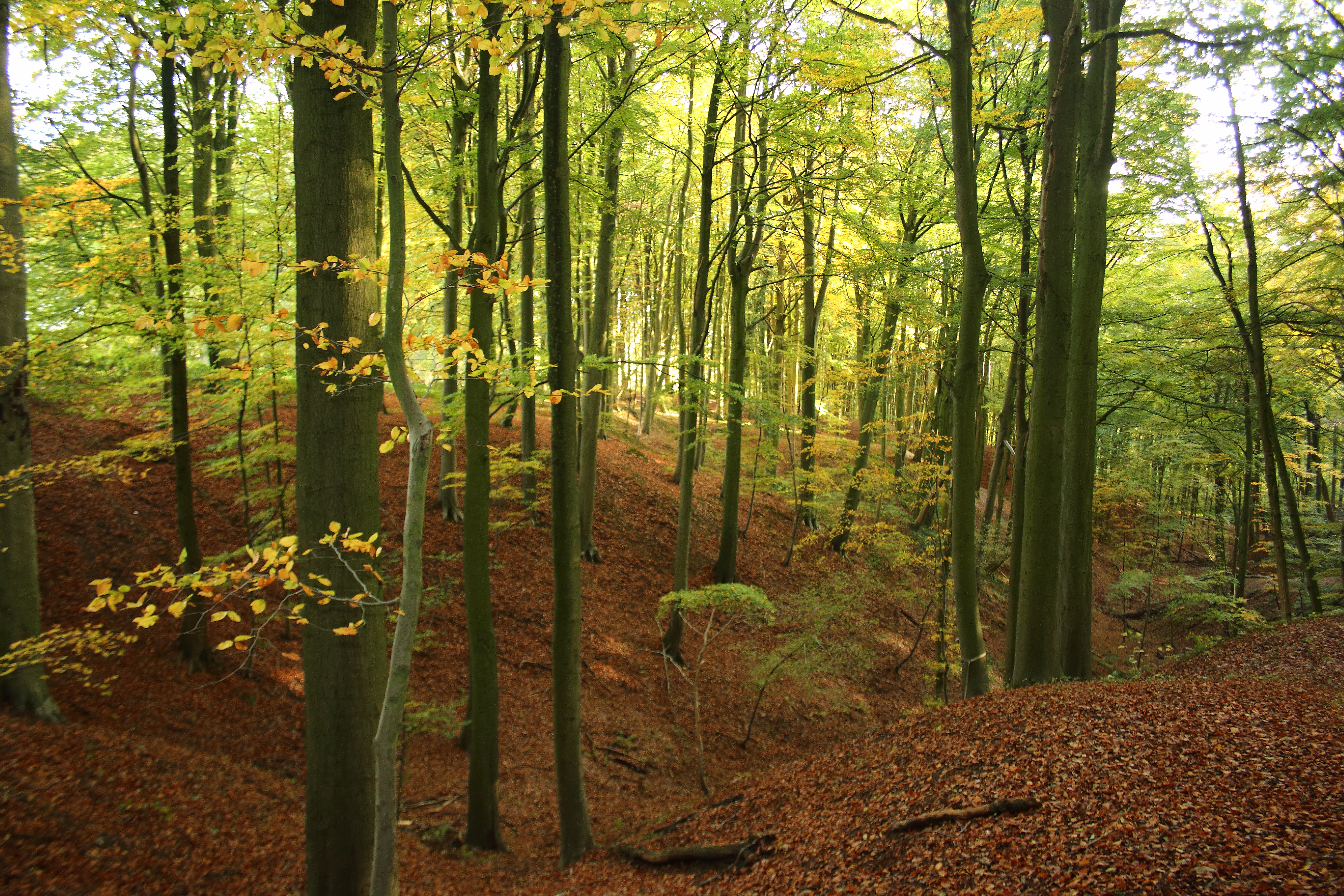

## Natuurbeleving
Het GR-pad 512 trekt door het Neigembos, net zoals het wandelknooppuntennetwerk 'Vlaamse Ardennen - Bronbossen'/'Scheldeland' en drie bewegwijzerde wandelingen ('Dikke Beuken' (1,5 km), 'Bevingen' (2,2 km), 'De Groeben' (3,7 km)).